# Bolesław Siuda
Bolesław Siuda (ur. 20 lutego 1925 w Cieszynie, zm. 7 października 1987 w Katowicach) – polski działacz państwowy i partyjny, inżynier mechanik, w latach 1981–1987 wicewojewoda bielski.

## Życiorys
Absolwent Wydziału Mechanicznego Politechniki Krakowskiej. Od 1946 pracował jako kreślarz w KWK Janina w Libiążu, następnie jako młodszy konstruktora w Fabryce Lokomotyw „Vablok” w Chrzanowie. Przez szereg lat związany z działem produkcji Fabryki Maszyn Górniczych „Omag” w Oświęcimiu, gdzie doszedł do stanowiska dyrektora. Kierował także  Oświęcimskimi Zakładami Napraw Samochodów.
Członek Polskiej Zjednoczonej Partii Robotniczej. Był przewodniczącym zarządu wojewódzkiego Ligi Obrony Kraju i wiceszefem Wojewódzkiego Społecznego Komitetu ORMO. W czerwcu 1981 objął stanowisko pierwszego wicewojewody bielskiego, zajmował je do śmierci 7 października 1987. Odpowiadał za kwestie budownictwa, gospodarki komunalnej i mieszkaniowej, komunikacji, zatrudnienia i spraw socjalnych oraz budżetowo-gospodarcze
Zmarł po długiej chorobie. 9 października 1987 pochowany na cmentarzu w Libiążu.

## Odznaczenia
Odznaczony wyróżnieniami państwowymi i samorządowymi, m.in. Krzyżem Kawalerskim Orderu Odrodzenia Polski.